# Joseph Antoine Risso
Antoine Risso (Niza, 8 de marzo de 1777 - Niza, 25 de agosto de 1845) fue un naturalista franco-italiano.

## Biografía
Sumamente apasionado por la Historia natural, sigue los cursos de Giovanni Battista Balbis (1765-1831) y entra a los doce años como aprendiz en una farmacia.
El 1 de octubre de 1792, con la toma de Niza por las tropas francesas, Antoine, de 15 años, entra en calidad de aprendiz del Laboratorio de Farmacia Química y Galénica de los empresarios Chartroux padre e hijos. Trabaja 7 años en el curso de los cuales progresa y Augustin Balmossiere-Chartroux le emite un certificado de avance, constatando su habilidad, asiduidad y probidad, que le servirá para obtener el examen de Farmacia el 4 de noviembre de 1802.
Trabaja en el Hospital de Niza, y luego será jardinero en jefe de la Escuela Central de los Alpes Marítimos en 1801; y será profesor de Botánica en el Liceo Imperial, hoy Liceo Masséna, y en la Escuela Preparatoria de Medicina. Y se ocupa igualmente del jardín botánico de la ciudad.
Reemplazará a su maestro en Farmacia, Augustin Balmossiere-Chartroux, siendo nombrado administrador de parques y jardines, y conservador y administrador de tres establecimientos por el prefecto Dubouchage.
Publica en 1810 un buen estudio de la fauna de Niza, Ichthyologie de Nice, extendido en 1826 como Histoire naturelle de l'Europe méridionale. Descubre y clasifica una cincuentena de especies, a las que les da nombres de célebres nicianos.
Fue miembro de un gran número de sociedades científicas internacionales de París, Turín, Londres, Bali, Filadelfia.

## Algunas publicaciones

### Libros
- joseph-antoine Risso. 1844a. Extracts translated from the natural history of orange trees. Editor print. D. McPhee Lee, 24 pp.

- --------------------------. 1844b. Flore de Nice: des principales plantes exotiques naturalisées dans ses environs. Editor de la Société Typographique, 588 pp.

- --------------------------. 1844c. Nouveau guide du voyageur dans Nice: et notices sur l'histoire civile et naturelle de cette ville. 2ª edición de Société Typographique, 228 pp.

- --------------------------. 1826. Histoire naturelle des principales productions de l'Europe méridionale et particulièrement de celles des environs de Nice et des Alpes maritime. Vol. 2. Editor F. G. Levrault, viii+626 pp. en línea

- - 1826. Vol. 1: XII + 448 pp. 1 plancha
  - (noviembre 1827) vol. 2: VII + 482 pp. 8 pl. (flores)
  - (septiembre 1827) vol. 3: XVI + 480 pp. 14 pl. (peces)
  - (noviembre 1826) vol. 4: IV + 439 pp. 12 pl. (moluscos)
  - (noviembre 1827) vol. 5: VIII + 400 pp. 10 pl. (otros invertebrados)

- --------------------------. 1818. "Memoire sur quelques Gasteropodes nouveaux, Nudibranches et Tectibranches observes dans la Mer de Nice". J. de Physique, de Chimie, d'Histoire Naturelle et des Arts 87 368-377

- c.c. Emig. 2012. Révision des espèces de brachiopodes décrites par A. Risso. Carnets de Géologie / Notebooks on Geology, Article 2012/02 (CG2012_A02) Archivado el 3 de agosto de 2020 en Wayback Machine. en apéndice la bibliografía científica de A. Risso

## Honores

### Odonimia
Un Colegio, una Escuela, y un bulevar portan su nombre en Niza

### Eponimia
Especies animales
- Grampus griseus: el delfín de Risso

Especies vegetales
- (Apiaceae) Bupleurum rissoi (DC.) Risso[1]

- (Ranunculaceae) Anemone rissoana Jord.[2]

- (Rutaceae) Citrus rissoi Risso[3]

## Abreviatura (zoología)
La abreviatura Risso  se emplea para indicar a Joseph Antoine Risso como autoridad en la descripción y taxonomía en zoología.